# 儒格M77步槍
儒格M77（英語：Ruger M77，以下簡稱為“M77”）是一系列由美国槍械製造商斯特姆-儒格公司所生產的手動步槍。這是由其設計師吉姆·蘇利文在他於儒格公司工作的3年期間設計的。此步槍採用了傳統的毛瑟式兩鎖耳（英語：Lug）式槍機連著抓子爪以便拉動槍機時抓住彈殼退出膛室，然後利用抽殼鈎彈出彈殼，再利用復進簧把槍機連著下一發送上膛室。

## 設計及功能
從開始，M77的設計目的就是制造一枝毛瑟Kar98k步槍的現代化版本，儘管还要作出許多修改。威廉.B.儒格的想法是利用精鑄工艺來取代替锻造工艺来制作機匣。沙利文舍弃了毛瑟枪机的刀片式抛壳装置，而是更簡單的頂桿式抛壳（英文：Plunger style of ejector）。有两段的按钮式手動保險和完全重新設計的扳機系统。
最独特、也许唯一历久弥新的设计是M77上有倾角的枪机固定螺栓。傳統型栓動步槍的枪机螺栓是把枪机垂直向下锁定在枪托上。M77採用了有倾角的固定螺栓，把枪机向斜下方锁定、坐稳在枪托上。

## 衍生型
M77包括一个小改进和兩個大的重新设计。第一個重要变化是在机匣上加工出一体式的瞄准镜基座。但生產的第一批步槍并不具备该特点，只有普通的弧形機匣頂部，和为安装瞄准镜基座的簡單鑽孔。

### M77 Mark Ⅱ
1991年的换代产品被命名為Mark Ⅱ， 加工工艺有很大变化。手动保险、枪栓和扳机都被重新设计过。原來的爪式抛殼系统仍然被保留，但槍栓端面被改為有开口，以便实施抓牢式供彈。頂桿抛壳被毛瑟式刀片式拋殼（英文：Mauser Style Blade Ejector）取代。最後，三段式手動保險取代了两段式按钮保险，在枪栓保险模式下可以安全地操作枪栓退弹而不至于走火。儒格公司還取消了原型M77步枪的可調扳機力的扳機系統。

### 鷹眼
2006年，儒格公司再次推出了新功能并為新槍取了一個名稱，鷹眼。主要變化在扳機系統和重新构型的槍托，除此之外的部份没有变化。新的LC6型扳機系統响应了消費者对Mark II扳机系统的投訴，所以更安全。新的扳機系統更輕，更流暢。

### 30.06口徑搜索及救援步槍
儒格M77 30.06口徑搜索及救援步槍（英語：SAR Rifle, .30-06 calibre, RUGER, Model M77；SAR，全稱：Search and Rescue）是一枝為加拿大搜索和救援技術員（英語：Search and Rescue Technicians，簡稱：SAR Techs）和機組人員所使用而設計的步槍。SAR步槍的設計是一枝緊湊型救生步槍，發射.30-06春田（7.62×63毫米）口徑步枪子彈。搜索及救援步槍是基於標準型儒格M77 Mark Ⅱ步槍，但槍管已縮短至只有368.3毫米（14.5英吋）。橘黃色的彩色槍托已被修改，以便槍托可以向左邊摺疊，同時也能額外的裝填多1發子彈使它總共裝填6發。這步槍亦發配了其專用的一種特別槍盒，其設計是為了裝上搜索和救援技術員的降落伞式安全帶。

### Gunsite斥候步槍（2011年）
為了研製Gunsite斥候，斯特姆-儒格公司與Gunsite培訓中心密切合作研發該步槍，以滿足由傑夫·庫珀提出的現代斥候步槍標準。該步槍發射.308 Winchester步槍子彈，重7磅（3.18公斤），419.1毫米（16.5英吋）運動型槍管和黑色層壓板槍托。它設有鬼環式機械瞄具、消焰器和一條用以安裝光学瞄准镜的MIL-STD-1913戰術導軌。它使用3、5或10發彈匣。儒格Gunsite的加拿大和澳大利亞版本具有一根無槍口消焰器的457.2毫米（18英吋）不鏽鋼槍管和槍機。

## 使用國
- 加拿大
- 中華民國[7]
- 希腊
- 美国
  - 美國軍隊（越戰期間使用）
  - 部份地方警察部門

## 流行文化
儒格M77步槍系列同時出現在多個电影裡，例如：

### 电影
- 2014年—：型號為M77 Mark II，由殺戮者狙擊手所使用。

## 資料來源
1. 1 2 3 4 5  . Sturm, Ruger & Co., Inc.   [8 December 2012]. （原始内容存档于2013年1月15日）.
2. ↑  CHRIS BISHOP. . NEW YORK: BARNES JkNOBLE BOOKS. 1998: 216. ISBN 0-7607-1022-8.
3. ↑  .   [2010-11-06]. （原始内容存档于2011-07-10）.
4. ↑  .   [2010-11-06]. （原始内容存档于2016-10-05）.
5. ↑  .   [2015-01-21]. （原始内容存档于2015-01-13）.
6. ↑  .   [2012-09-25]. （原始内容存档于2013-12-06）.
7. ↑  .   [2016-05-18]. （原始内容存档于2017-01-05）.

## 外部連結
- （英文）—Guns & Ammo review
- （英文）—Ruger M77® Mark II Bolt Action Rifles （页面存档备份，存于）
- （英文）—Ruger M77® Hawkeye® Bolt Action Rifles （页面存档备份，存于）
- （英文）—The Firearm Blog.com—
  - Saddam Hussein’s Personal Ruger M77 Bolt Action Mannlicher Rifle （页面存档备份，存于）
  - Saddam Hussein’s Personal Ruger M77 Sold For $48,875.00 （页面存档备份，存于）
  - Ruger Hawkeye FTW Predator Rifle （页面存档备份，存于）
  - Ruger M77/17 Hawkeye Prototype in .17 WSM （页面存档备份，存于）
  - Top 5 WWII Rifles （页面存档备份，存于）
  - Hawkeye FTW Hunter Rifle （页面存档备份，存于）
- （英文）—Rifle Shooter.com—
  - New Varmint Rifles （页面存档备份，存于）
  - Top 10 New Deer Rifles （页面存档备份，存于）
  - Ruger Model 77 Hawkeye Compact （页面存档备份，存于）
  - Guiding Right: Ruger Guide Gun Review （页面存档备份，存于）
  - Review: Ruger Gunsite Scout （页面存档备份，存于）
  - Ruger M77 Hawkeye vs. Winchester Model 70 （页面存档备份，存于）
- （英文）—Tactical-Life.com—
  - RUGER’s M77 Hawkeye Compact Rifles （页面存档备份，存于）
  - RUGER’s M77 Hawkeye Tactical Rifles （页面存档备份，存于）
  - Ruger M77 Hawkeye Tactical （页面存档备份，存于）
- （英文）—American Rifleman.org—Ruger M77 Rifle Exploded View